# 라인하르트 괴링
라인하르트 괴링(독일어: Reinhard Goering, 1887년 6월 23일 ~ 1936년 10월?)은 독일의 극작가다.
반전적인 표현주의극으로는 《해전》이 있는데, 포탑 안의 수병이 전투를 하다가 전사할 때까지의 광경을 압축된 대사로 그린 것이다. 그 밖에 합창극인 《스코트의 남극 탐험》이 있다. 그는 나치 독일 때 자살한 것으로 알려졌다.